# اوت ۲۰۱۳
اوت ۲۰۱۳، یکی از ماه‌های ۲۰۱۳ میلادی است.
آغاز آن، روز پنجشنبه برابر با ۱۰ مرداد ۱۳۹۲ خورشیدی.

## ۴ اوت۲۰۱۳
- مراسم تحلیف یازدهمین دوره ریاست جمهوری ایران

## ۱۳ اوت۲۰۱۳
- امشب آسمان شهاب‌باران می‌شود

## ۱۶ اوت۲۰۱۳
- بنیاد اسمیتسونین خبر کشف گونه جدیدی از پستانداران با نام اولینگیتو را داد. اولینگیتو در جنگل‌های باران‌خیز رشته‌کوه‌های آند در اکوادور و کلمبیا زندگی می‌کند و این برای نخستین بار در ۳۵ سال گذشته است که پستانداری گوشت‌خوار در نیم‌کره غربی کشف می‌شود. بی‌بی‌سی فارسی

## ۲۱ اوت۲۰۱۳
- ادعاهای متناقض اپوزیسیون و دولت سوریه درباره حملات شیمیایی در آن کشور

اپوزیسیون سوریه مدعی شد حمله شیمیایی نیروهای دولتی در حومه دمشق در خلال جنگ داخلی سوریه تلفات سنگین بر جای گذاشته. این درحالیست که دولت سوریه در روزهای بعد مدعی شد گزارش روسیه به شورای امنیت سازمان ملل نشان می‌دهد حملات شیمیایی از ناحیه تحت سیطره مخالفان دولت دمشق است و این یک جریان‌سازی بر علیه دولت است. رادیو فردا، بی‌بی‌سی فارسی، مهر، یورونیوز
- بردلی منینگ، سرباز آمریکایی و افشاگر اطلاعاتی که اطلاعات محرمانه بسیاری را به ویکی‌لیکس درز داده بود، به ۳۵ سال زندان محکوم شد. بی‌بی‌سی فارسی

## ۲۹ اوت۲۰۱۳
رای منفی پارلمان بریتانیا به دخالت نظامی در سوریه

## پیوندهای روزانه
- درگاه: وقایع کنونی/وقایع ۴ اوت ۲۰۱۳
- درگاه: وقایع کنونی/وقایع ۱۳ اوت ۲۰۱۳
- درگاه: وقایع کنونی/وقایع ۱۶ اوت ۲۰۱۳
- درگاه: وقایع کنونی/وقایع ۲۱ اوت ۲۰۱۳
- درگاه: وقایع کنونی/وقایع ۲۹ اوت ۲۰۱۳